# Ring Katholischer Deutscher Burschenschaften

Wappen des RKDB

Der Ring Katholischer Deutscher Burschenschaften (RKDB) ist ein Korporationsverband katholischer farbentragender und nichtschlagender Studentenverbindungen in Deutschland mit Sitz in Bonn. Die Verbindungen führen die Bezeichnung Katholische Deutsche Burschenschaft im RKDB. Sein Wahlspruch lautet Deo patriae amico sacer, als Grundsätze gelten virtus, scientia, amicitia.
Die ursprünglich dem RKDB angehörenden katholischen Burschenschaften in Österreich formierten sich 1965 im eigenständigen, aber weiterhin eng verbundenen Ring katholisch akademischer Burschenschaften (RKAB). RKDB und RKAB waren bis 1980 in einem gemeinsamen Dachverband, dem Ring katholischer Burschenschaften (RKB) verbunden. Seit 1983 besteht stattdessen ein Freundschaftsabkommen.

## Geschichte

### 1924 bis 1945

Verbot der Korporationsverbände vom 6. Juli 1938

Der RKDB wurde am 9. Oktober 1924 in Düsseldorf von sechs Verbindungen gegründet, die sich vom Unitas-Verband (Verband der wissenschaftlichen katholischen Studentenvereine Unitas) abgespalten haben: Sigfridia Bonn, Normannia Freiburg (Neugründung aus Unitas-Rheno-Danubia Freiburg), Franco-Borussia Würzburg, Ripuaria Aachen und Gothia Berlin. Novesia Köln zählt auch zu den Gründungsmitgliedern, wurde jedoch offiziell erst 4 Wochen später aufgenommen. Die sechs Ringe im Wappen stehen für die sechs Gründungsmitglieder.
Der zunächst gewählte Name Ring wissenschaftlicher katholischer deutscher Studentenverbindungen (RV) wurde am 19. April 1926 durch Ring Katholischer Deutscher Burschenschaften RKDB ersetzt.
Der Verband erlebte in den Folgejahren unter seinem Bekenntnis zur Lehre der katholischen Kirche und zum großdeutschen Gedanken einen rasanten Zuwachs, umfasste 1933 21 deutsche und österreichische Verbindungen mit 700 Studenten und 500 Alten Herren.
Auf Druck der Nationalsozialisten erfolgte in der sog. „Frankfurter Vereinbarung“ am 3. September 1933 ein Zusammenschluss des RKDB mit dem Kartellverband katholischer deutscher Studentenvereine (KV) zur Katholischen Deutschen Burschenschaft (KB). Zum 31. Januar 1934 musste das katholische Prinzip aufgegeben werden. Daher benannte sich der Verband entsprechend in Kartellverband Deutscher Burschenschaftlicher Verbindungen um.
In Österreich waren, besonders in Graz, einige KDB vom großdeutschen Gedanken angetan, bei der KDB Vindelicia in Innsbruck stellte sich jedoch die Mehrheit gegen eine solche Ausrichtung. So regte sich auch Widerspruch zur vom RKDB-Vorstand beschlossenen Zusammenarbeit mit der bereits 1933 überwiegend nationalsozialistisch geprägten Deutschen Studentenschaft (DSt). Aus diesem formellen Grund ist die KDB Vindelicia nach Ausbleiben einer Zustimmung zur Zusammenarbeit vom RKDB am 14. Juli 1933 ausgeschlossen worden und wechselte zum ÖCV. Die bereits zuvor von der Vindelicia ausgeschlossenen, großdeutsch geprägten Mitglieder gründeten am 19. Juni 1933 die KDB Lützow, die aber bereits schon im Januar 1934 wegen erwiesener nationalsozialistischer Gesinnung von Amts wegen aufgelöst wurde. Aus den gleichen Gründen wurden auch die beiden Grazer Ringburschenschaften 1934 verboten.
Am 20. November 1935 löste sich der zwangsfusionierte und von Beginn an instabile Verband in Hannover wieder auf, nachdem einige ehemalige Ringburschenschaften den RKDB zuvor bereits am 31. März 1935 unter dem Namen Ring-Kartell Deutscher Burschenschaften rekonstituiert hatten. Das endgültige Aus kam für den Verband nach dem sogenannten „Himmler-Erlass vom 20. Juni 1938“ mit der staatspolizeilichen Auflösung am 6. Juli 1938.

### Ab 1945
Nach der Wiederbegründung des Verbandes in Düsseldorf am 6. November 1948 wurde der großdeutsche Gedanke verworfen und in der Satzung festgelegt, sich für ein Wirken für die Einheit und Freiheit der Deutschen einzusetzen.
Nach der Deutschen Einheit umfasst der RKDB sein gesellschaftliches Engagement und seinen Status im Gemeinwesen damit, weiter verstärkt für ein innerlich vereintes Deutschland in einem geeinten Europa einzutreten, einem Ziel, dem insbesondere die von 1990 bis 2009 unter prominenter Teilnahme aus Kirche, Politik, Wirtschaft und Wissenschaft durchgeführten Wartburggespräche auf der Wartburg in Eisenach Rechnung trugen.
Der RKDB in heutiger Zeit ist eine Bildungs-, Lebens- und Aktionsgemeinschaft, die sich als katholischer Verband allumfassend mit der Zielsetzung zur christlichen Ökumene versteht und sich einsetzt, die konfessionelle Spaltung der Christen zu überwinden. Seit dem Jahr 1970 wird unter Beibehaltung des katholischen Prinzips den Korporationen die Aufnahme evangelischer Kommilitonen als Vollmitglieder freigestellt.
2011 wurde mit CStV Unitas Hildburghausen zu Wuppertal ein Freundschaftsabkommen geschlossen.
Unabhängig von den Standorten der Ringburschenschaften gibt es europaweit 16 Ringstammtische und Ringzirkel, die von Mitgliedern aller Ringburschenschaften, in der Umgebung ansässig, getragen und besucht werden.
2001 wurde das Ringhilfswerk im RKDB e. V. mit der Aufgabe gegründet, Studentenhilfe (z. Zt. in Bosnien) zu betreiben; seit 2007 in Partnerschaft mit dem kirchlichen Hilfswerk Renovabis.
Der Verband gehört der Arbeitsgemeinschaft katholischer Studentenverbände (AGV), der Arbeitsgemeinschaft der katholischen Organisationen Deutschlands (AGKOD) sowie der Katholischen Akademikerarbeit Deutschlands (KAD) an und ist Gründungsmitglied des Europäischen Kartellverbands (EKV).
Der Verband trifft sich jährlich zu seinem Ringtag (häufig in Bonn), sowie nach Möglichkeit über das Jahr verteilt zu einem Ringfreundschaftstreffen bei einer Kartellburschenschaft und einem Ringwerktag mit Arbeitssitzungen zu den Prinzipien des Verbandes.
Nach wechselhaften Perioden des Aufblühens und der Stagnation gehören dem RKDB zum 31. Dezember 2020 521 Alte Herren und 69 Aktive an.

### Entwicklung in Österreich nach 1965
Der Passus in der Satzung des RKDB  "sich für ein Wirken für die Einheit und Freiheit der Deutschen einzusetzen" stellte die in Österreich befindlichen RKDB-Verbindungen vor das Problem, sich bei einem Verbleib im Verband dem Vorwurf auszusetzen, weiterhin dem großdeutschen Gedanken anzuhängen; sie spalteten sich konsequenterweise vom bundesdeutschen Verband ab. 1965 gründeten Wiking Wien, Rheno-Danubia Wien, Vedunia Wien und Südgau Graz den Ring katholisch akademischer Burschenschaften (RKAB). Auch im Verbindungsnamen wurde das „deutsch“ durch „akademisch“ ersetzt, die Verbindungen führen daher die Bezeichnung Katholische Akademische Burschenschaft im RKAB. Zunächst wird mit dem RKDB ein gemeinsamer Dachverband (Ring katholischer Burschenschaften (RKB)) gegründet, der jedoch 1980 aufgelöst und 1983 durch ein Freundschaftsabkommen ersetzt ist.
Weite Teile der Satzung, der Wahlspruch, die Grundsätze und das konfessionelle Leitbild wurden vom RKDB übernommen, analog zur Beschlussfassung im RKDB wird auch den österreichischen Korporationen die Aufnahme christlich getaufter Kommilitonen als Vollmitglieder offiziell freigestellt.
Nachdem der RKAB seinen Betrieb vorübergehend einstellte, wurde er 1983 von Wiking Wien, Rheno-Danubia Wien und Langobardia Salzburg reaktiviert. Im Jahr 2014 trat die Christliche Akademische Burschenschaft Erzherzog Johann Leoben bei. Heute sind Langobardia und Erzherzog Johann Verbindungen mit Aktivitas, die drei anderen sind Altherrenschaften. Mitgliederstand zum 31. Dezember 2020: 14 Aktive, 33 Alte Herren.
Auch der RKAB ist Gründungsmitglied des Europäischen Kartellverbands (EKV).

## Verbandszeitschrift
Mitteilungsblatt seit 1924 ist „Der RING“, der seit 1965 gemeinsam mit dem österreichischen Schwesterverband RKAB herausgegeben wird.

## Ringhilfswerk
2001 wurde aus Kreisen des RKDB das Ringhilfswerk im Ring Katholischer Deutscher Burschenschaften e. V. als eingetragener, später als gemeinnützig anerkannter Verein gegründet. Vereinszweck ist die Förderung der Jugend durch Bildung, Erziehung und soziale Absicherung. Über verschiedene Partner werden mit Schwerpunkt Osteuropa Projekte finanziell unterstützt.
Das erste Projekt wurde über den BDKJ des Erzbistums Köln initiiert und ermöglichte individuelle Hilfe für bedürftige Studenten in Litauen, sowie eine Unterstützung des dortigen katholischen Jugend- und Studentenverbandes. Über persönliche Kontakte war eine Unterstützung des litauischen Sozialwerkes Patria vorgesehen, was jedoch nicht mehr vom BDKJ getragen wurde, sondern über die Deutsche Provinz der Jesuiten erfolgte. 2007 wurde das kirchliche Hilfswerk Renovabis als Partner gewonnen. Nachdem die Strukturen in Litauen gefestigt sind, wird die Förderung auch direkt vom Erzbistum Kaunas getragen. Ab 2011 wird das Erzbistum Sarajewo mit seiner Arbeit "Schulen für Europa", sowie eine Stipendienvergabe für bosnische Studenten, lokal von der Stiftung FONSS (Fondacija za Stipendiranje Studenata) organisiert, betreut.